# 2NE1
2NE1 (hangul: 투애니원; rr: Tuaeniwon; MR: Tuaeniwon, IPA: [tʰu.ɛ.ni.wʌn]) é um grupo feminino sul-coreano formado pela YG Entertainment, que esteve ativo entre 2009 e 2016, antes de retomar as atividades em 2024. O grupo é composto por quatro integrantes: Bom, Dara, CL e Minzy. Conhecido por por quebrar estereótipos típicos do K-pop, experimentação musical, moda e presença de palco, o grupo é reconhecido por expandir os estilos de grupos femininos na indústria musical coreana e tornou-se uma das principais figuras da onda coreana.
O grupo foi introduzido em março de 2009 após aparecer no single promocional "Lollipop" ao lado do grupo Big Bang. 2NE1 ganhou destaque com o lançamento de seu primeiro extended play, 2NE1 (2009), que apresentou os singles "Fire" e "I Don't Care". Este último ganhou o MAMA Award para Canção do Ano, tornando 2NE1 o primeiro grupo a receber um daesang (grande prêmio) no mesmo ano de estreia. Posteriormente, o grupo lançou seu primeiro álbum de estúdio, To Anyone (2010), e seu segundo EP; este último gerou quatro singles de grande sucesso, incluindo "Lonely", "I Am the Best", "Ugly" e "Don't Cry" de Bom. Considerada a primeira turnê internacional de um grupo feminino sul-coreano, sua New Evolution Global Tour visitou onze cidades em sete países da Ásia e Ámerica de Norte em 2012, e seu concerto no Prudential Center em Nova Jersey foi nomeado o segundo melhor do ano pelo The New York Times.
2NE1 lançou seu último álbum de estúdio, Crush, em 2014. Foi o primeiro álbum de um ato coreano a alcançar o top 100 da Billboard 200, estreando na 61ª posição, e permaneceu como o álbum coreano com o melhor desempenho na tabela estadunidense por mais de dois anos. Ao fim de 2014, 2NE1 conquistou um total de nove canções número um na Gaon Digital Chart, tornando-se à época o grupo com a maior quantidade de singles número um na Coreia do Sul. Depois que o grupo entrou em hiato, Minzy anunciou sua saída do 2NE1 em abril de 2016, enquanto a YG Entertainment anunciou que as outras três integrantes se separariam em novembro. Seu último single, "Goodbye", foi gravado como um trio e lançado em janeiro de 2017.
Em abril de 2022, 2NE1 se apresentou pela primeira vez desde sua separação com uma reunião surpresa no Coachella. Em 2024, elas se reuniram para seu 15º aniversário e embarcaram em uma turnê global, que está começou em outubro e se estenderá até 2025. O grupo ganhou vários prêmios ao longo de sua carreira, incluindo nove Melon Music Awards, onze Cyworld Digital Music Awards, dez MAMA Awards e foram os primeiros atos a receber todos os três grandes prêmios neste último dentro de dois anos de sua estreia.

## Biografia

### Pré-estreia
O 2NE1 foi mencionado primeiramente pela imprensa no final de 2008, quando surgiram rumores de que a YG Entertainment estaria criando uma versão feminina do aclamado BIGBANG. Em resposta a esses rumores, o presidente da YG, Yang Hyun Suk, afirmou que o nome do grupo não teria sido escolhido ainda. Em Janeiro de 2009, foi anunciado que o "BIGBANG Feminino" iria estrear em torno de Julho de 2009, com três componentes: CL, Minzy e Bom. Mais tarde, naquele mesmo mês, a YG declarou que Dara se juntaria ao grupo. Por fim, a YG Entertainment anunciou que o grupo seria composto de quatro membros e estrearia em Maio de 2009. A empresa declarou que o álbum de estreia do grupo conteria canções produzidas por Teddy Park, líder do grupo 1TYM. O nome do grupo foi inicialmente anunciado como “21” e seria pronunciado To Anyone, no entanto, devido à descoberta de outro grupo com o nome “To Anyone”, o grupo foi rapidamente renomeado para “2NE1”, que significa "Nova Evolução do Século XXI". O próprio grupo, em entrevista, afirma que tem "figurino, coreografia e cenário inovadores, dando significado ao nome".

### 2009–2010:2NE1 1st Mini AlbumeTo Anyone

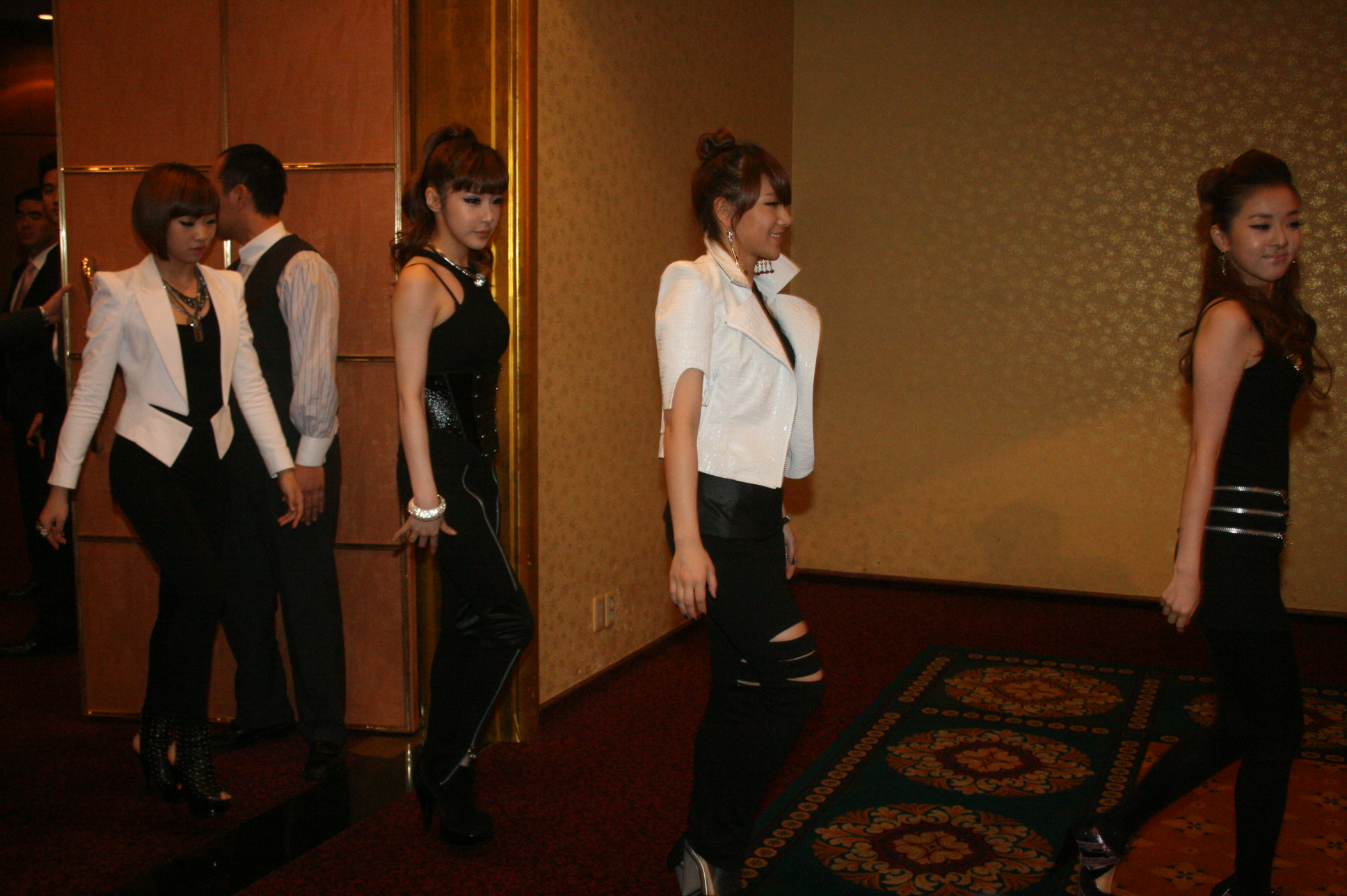
2NE1 no 6º Asia Song Festival em 2009

Em colaboração com o Big Bang, a primeira música do 2NE1, "Lollipop", foi lançada digitalmente em 27 de março de 2009. A canção foi criada para promover o Lollipop phone da LG Cyon. O vídeo oficial foi lançado em 28 de março, e embora não tenha sido um single promocional, porque era um anúncio publicitário, "Lollipop" liderou as paradas do Mnet por quatro semanas consecutivas. A música de estreia do 2NE1, "Fire", foi lançada em 6 de maio de 2009. A canção foi escrita e produzida por Teddy Park, líder do 1TYM. O seu vídeo possui duas versões - Space e Street. Dentro das primeiras 24 horas de lançamento, cada vídeo recebeu mais de um milhão visualizações. O grupo realizou sua primeira performance de "Fire" em 17 de maio no Inkigayo da SBS, marcando o início das atividades do grupo. 2NE1 também lançou seu primeiro reality show, 2NE1TV, ajudou o grupo em suas promoções de estreia. Tanto a música "Fire" quanto o grupo tornaram-se populares em termos de pesquisa on-line. O grupo foi premiado com três Cyworld Digital Music Awards; "Lollipop" e "Fire" ganharam "Song of the Month" e o grupo ganhou "Rookie of the Month". Em 14 de junho, 2NE1 recebeu o seu primeiro prêmio Mutizen após a sua quarta performance no Inkigayo. O grupo recebeu o seu segundo prêmio Mutizen no mesmo programa na semana seguinte. No mesmo mês, 2NE1 assinou um acordo com a Fila, tornando-se modelos para a sua nova campanha comercial.

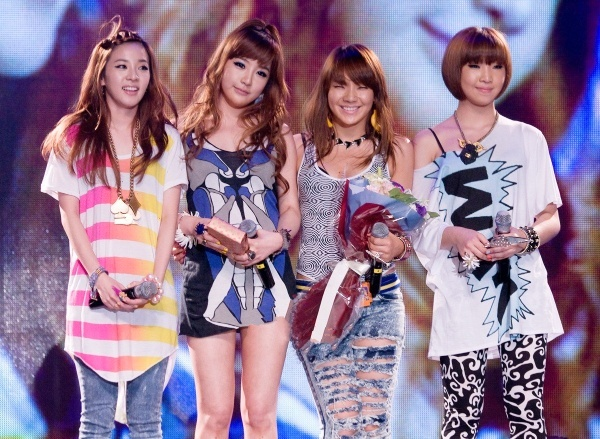
2NE1 em agosto de 2009

"I Don't Care" foi lançado como o segundo single do grupo em 1 de julho, juntamente com o primeiro extended play do grupo, 2NE1 (2009). As promoções para seu novo lançamento começou oficialmente no início de julho. Yang Hyun-suk declarou que a canção iria demonstrar uma imagem mais suave, feminina do grupo em contraste com "Fire". O single superou várias paradas musicais na Coreia, e tornou-se a música mais baixada do mês. 2NE1 terminou promoções através da realização de uma versão reggae de "I Don't Care" no Inkigayo em setembro. Devido à popularidade do remix, ele foi liberado digitalmente em 3 de setembro como seu próximo single digital. Em agosto, 2NE1 realizou um hiato temporário de promoções do grupo, com cada membro liberando seus próprios singles solo. Juntamente com três outros grupos representando Coreia, 2NE1 performou no 6th Asia Song Festival em setembro, onde receberam o "Asian Newcomer's Award". 2NE1 recebeu muitos prêmios de fim de ano, incluindo a "Song of the Year" no Mnet Asian Music Awards. Seu EP de estreia vendeu no total de 100.000 cópias até o final do ano.
Em 9 de fevereiro de 2010, sem aviso prévio, "Follow Me" foi lançada digitalmente e usada como música promocional para Corby Folder da Samsung. No verão de 2010, 2NE1 viajou para Los Angeles e Londres, a fim de gravar músicas em inglês para um álbum de estreia americano com o membro e produtor musical do The Black Eyed Peas, will.i.am. O grupo gravou um total de 10 canções em suas sessões iniciais.

2NE1 filmando o videoclipe de "Can't Nobody" em 2010

O primeiro álbum de estúdio do grupo, To Anyone, foi lançado em 9 de setembro, e estreou no número 7 na Billboard World Album Chart. Antes do lançamento do álbum, o mesmo já tinha recebido 120.000 pré-encomendas. O álbum contém 12 faixas, incluindo três faixas-título, "Clap Your Hands", "Go Away" e "Can't Nobody", que foram promovidas simultaneamente. 2NE1 ganhou o primeiro lugar no M! Countdown com "Clap Your Hands" no dia do seu retorno, seguido por um K-Chart win no dia seguinte no Music Bank com "Go Away", e um Mutizen uma semana depois pelo desempenho da sua performance no Inkigayo com "Can't Nobody". No geral, 2NE1 ganhou o primeiro lugar onze vezes em vários shows de música durante todo o período promocional de "Can't Nobody". Para promover o álbum, o grupo fez sua primeira aparição em show de entretenimento como grupo no talk show Win Win e, ao mesmo tempo, renovando a segunda temporada do 2NE1TV. Em 21 de outubro, Yang Hyun-suk anunciou que 2NE1 iria lançar um single de acompanhamento em 31 de outubro, sendo o single "It Hurts (Slow)". O vídeo oficial do single foi lançado em 1 de novembro. Em 26 de novembro, 2NE1 lançou o single "Don't Stop the Music" como um "presente especial para os fãs tailandeses", e como o acompanhamento promocional da Yamaha Fiore. No final de 2010, 2NE1 levou para casa o prêmio "Artista do Ano" e "Álbum do Ano" em  2010 no  Mnet Asian Music Awards, tornando-as, assim, o único artista a ganhar todos os 3 grandes prêmios em tal cerimônia.

### 2011–2012:2NE1 2nd Mini Album, lançamentos japoneses eNew Evolution

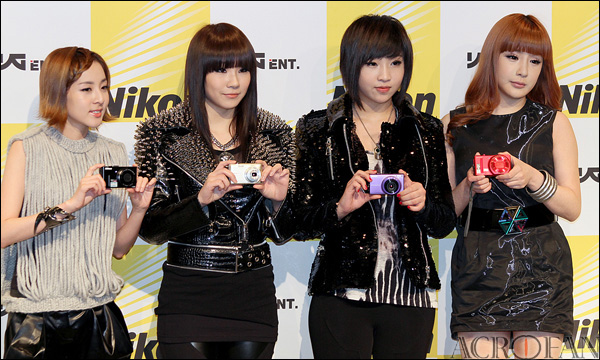
Cerimônia de Declaração de Campanha da Nikon & YG'A Shot A Day

No dia 19 de Janeiro, "Can't Nobody (English Version)" foi lançado no Japão. No dia 2 de fevereiro, a mesma música teve seu clipe liberado para download através do iTunes. Em 22 de Fevereiro, a Avex anunciou que elas iriam estrear no Japão com "Go Away", que teve seu ringtone lançado dia 9 de Março. Mais tarde, foi anunciado que a música seria o tema do programa de televisão japonês Mezamashi TV. No dia 16 do mesmo mês, o grupo lançou o seu primeiro extended play, 2NE1, no Japão, o qual não teve promoções por causa do terremoto. Ele estreou na 24º posição parada musical Oricon. O 2NE1 planejava fazer sua estreia japonesa ao vivo no programa Music Station, mas também foi adiado por causa do terremoto. Elas participaram da campanha "Pray for Japan" da Naver, juntamente com muitas outras celebridades coreanas para levantar fundos para as vítimas do terremoto. No dia 18 de abril, foram anunciados seus planos para o comeback, que elas voltariam a fazer promoções de suas músicas em julho.

A segunda música solo de Park Bom, "Don't Cry", foi lançada no dia 21 de abril. A canção chegou ao topo e alcançou um "all- kill" nas paradas musicais coreanas dentro de 24 horas após seu lançamento. Depois que Park Bom cantou uma versão acústica dessa música no programa YG on Air, a líder CL disse que um novo single coreano chamado "Lonely" seria lançado no 12 de maio. Um making of do clipe de Lonely foi ao ar no segundo episódio do YG on Air, e a música foi lançada no dia previsto. O vídeo recebeu mais de 4 milhões de visitas ao longo de quatro dias e ficou em 1º em vários portais de vídeo coreanos, além de também conseguir um "all-kill". No dia 24 de junho, o 2NE1 lançou um single produzido por Teddy Park, chamado "I Am The Best". O clipe dessa música foi adiado por causa das dificuldades em editá-lo, mas foi enviado no canal do YouTube delas dia 27 de junho. Elas performaram essa mesma música no programa Inkigayo da SBS no dia 26 de junho. 24 horas após o lançamento, "I Am The Best" ficou em primeiro lugar nas principais paradas coreanas. Em 21 de julho, o 2NE1 lançou um vídeo animado de música dirigido por Mari Kim para o seu próximo single, "Hate You".

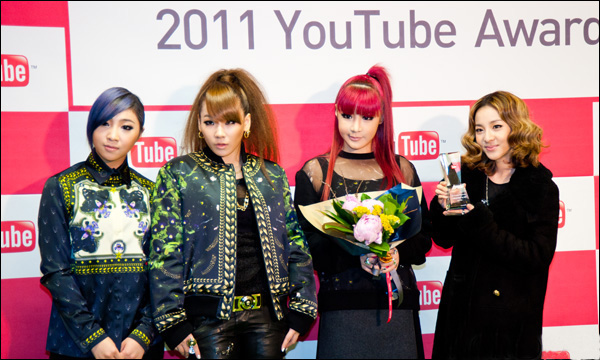
2NE1 no YouTube Awards 2011

Em 28 de julho, junto com o lançamento do 2º miniálbum do grupo, o single "Ugly" e seu vídeo foram lançados, e novamente o 2NE1 ficou em 1º em todas as principais paradas coreanas. O álbum também foi um grande sucesso, ficando em 1º no Chart Gaon e vendendo mais de 85.000 cópias até o final do ano e mais de 100.000 cópias até setembro de 2012. O grupo se tornou o primeiro artista de K-pop na história a conseguir cinco "all- kill" seguidos. O 2NE1 encerrou as promoções por volta de Agosto. Após essas promoções, elas fizeram seu primeiro concerto solo chamado "2NE1 Nolza", nos dias 27 e 28 de agosto, no Olympic Hall do Chamsil Olympic Park, em Seul, na Coreia do Sul e também fizeram sua estreia japonesa em setembro. Em outubro de 2011, a MTV Iggy, um ramo internacional da MTV, que promove a nova música internacional, realizou uma competição global, com dez bandas de todo o mundo, que competiram em uma votação, intitulada "Best New Band in the World". O 2NE1 venceu essa votação em 10 de novembro, tornando este o seu primeiro prêmio nos Estados Unidos.

### 2013–2014: Singles,CrusheAON: All or NothingWorld Tour

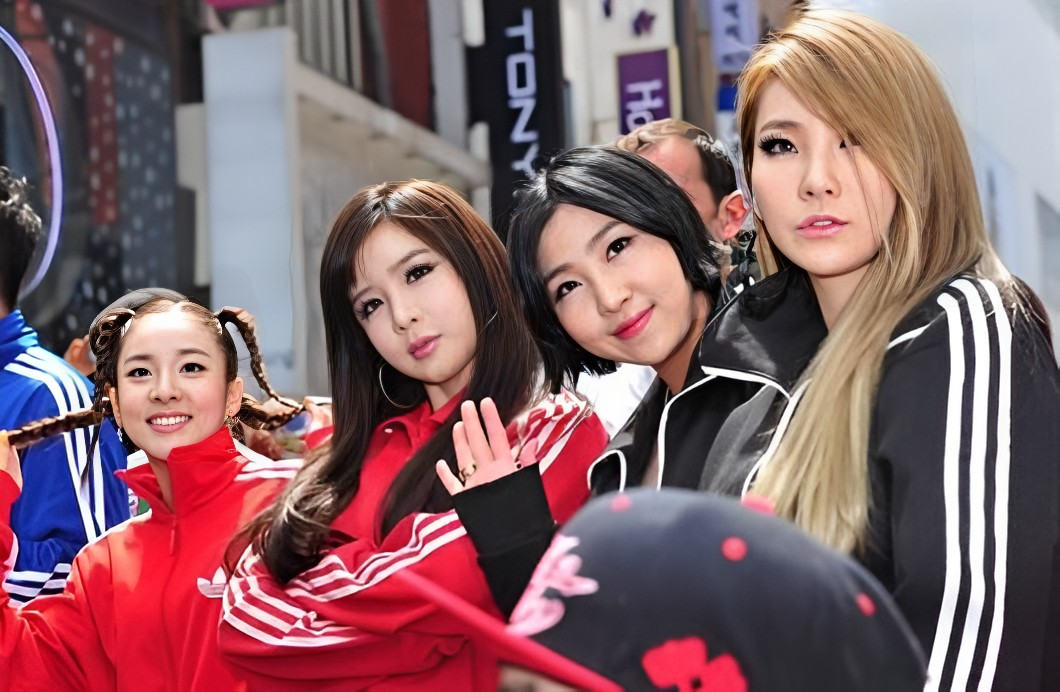
2NE1 em abril de 2013

2NE1 lançou o single em inglês "Take the World On", uma colaboração com o cantor americano Will.i.am, em 14 de março de 2013. A música foi usada em um comercial para o computador Intel Ultrabook. Em 21 de março, em entrevista à Elle, CL confirmou que o grupo ainda não havia planejado um álbum para os Estados Unidos, mas queria produzir mais músicas em inglês. Uma segunda colaboração do grupo com Will.i.am produziu "Gettin' Dumb", que incluiu seu colega de banda Apl.de.ap. A música aparece no segundo álbum de will.i.am, #willpower, que foi lançado em 23 de abril de 2013. Os próximos singles de 2NE1 não estavam em um álbum; "Falling in Love", com tema de reggae, foi lançado em 8 de julho de 2013. Em 22 de julho, a música foi eleita a "Canção do verão" da MTV Iggy pelos leitores do site. O segundo single, "Do You Love Me", foi lançado em 7 de agosto e se tornou um hit entre os três primeiros. Em outubro, foi anunciado que o 2NE1 havia sido nomeado embaixador honorário da Korea Brand & Entertainment Expo 2013 em Londres. O terceiro e último single autônomo do grupo de 2013 foi lançado em 21 de novembro: a balada eletropop "Missing You", que liderou o Gaon Digital Chart e teve mais de um milhão de downloads até o final do ano seguinte.
Em janeiro de 2014, 2NE1 apareceu em um episódio de The Bachelor e no final de America's Next Top Model (filmado na Coreia do Sul). O grupo lançou Crush, seu segundo álbum de estúdio em coreano, no mês seguinte. Os singles "Come Back Home" e "Gotta Be You" foram lançados ao mesmo tempo; "Come Back Home" liderou o Gaon Digital Chart por duas semanas consecutivas e foi o nono (e último) single número um do grupo na Coreia do Sul, estendendo sua liderança para o maior número de singles número um no Gaon por grupos de ídolos. Além disso, o resto das músicas do disco também tiveram sucesso nas paradas; Nove das 10 faixas do Crush chegaram ao top 20 no gráfico semanal por duas semanas. O álbum vendeu 10.000 cópias nos EUA e alcançou o número 61 na parada da Billboard 200, estabelecendo um recorde nos EUA para o álbum de K-pop mais bem sucedido e mais vendido. Um artigo do Los Angeles Times disse que o álbum estava "fazendo um trabalho mais importante do que atravessar - está inaugurando o futuro do K-pop, na América e em todos os lugares". O videoclipe de "Gotta Be You" foi lançado em 21 de maio como uma celebração do quinto aniversário de estreia do grupo. 2NE1 lançou a edição japonesa de Crush em 25 de junho de 2014, e alcançou o número quatro no Oricon Daily Album Chart.

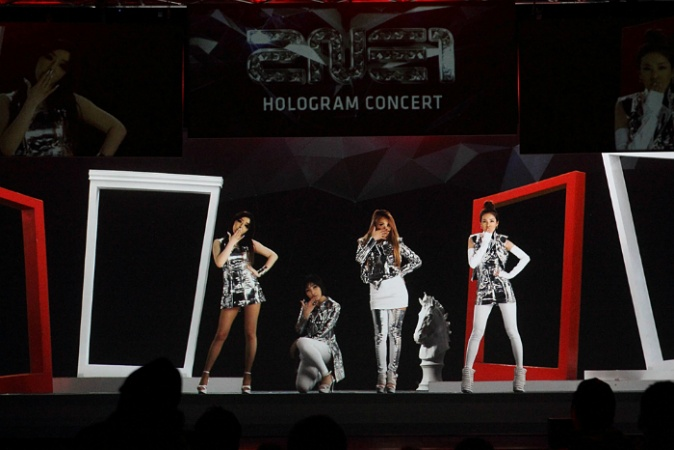
Concerto de holograma do 2NE1 em novembro de 2013

2NE1 começou sua terceira turnê, a All or Nothing World Tour, após o lançamento de Crush. A turnê parou na China, Singapura, Taiwan, Tailândia, Filipinas, Japão e Malásia para vinte shows em 16 cidades entre março e outubro. O grupo recebeu reconhecimento mundial no final de 2014. Crush apareceu nas listas de final de ano de várias publicações; foi o único disco de um artista asiático a ser selecionado para os "40 Melhores Álbuns de 2014" da Fuse TV e os Melhores Álbuns Pop de 2014 da Rolling Stone, ao lado de álbuns de Taylor Swift, Ariana Grande e Maroon 5. Também liderou o ranking da revista Billboard dos melhores álbuns de K-pop do ano. Crush ficou em décimo primeiro lugar na parada de álbuns mundiais de fim de ano da Billboard, a primeira entrada da parada por um grupo de K-pop. O single de 2011 do grupo, "I Am the Best", foi apresentado no comercial "Head to Head" do Surface Pro 3 da Microsoft em agosto de 2014, recebeu airplay em estações de rádio em Nova York e Boston e foi uma das poucas músicas não inglesas tocadas nas rádios dos EUA. Devido à sua popularidade renovada, foi lançado nos EUA em 10 de dezembro pela Capitol Records. Mais tarde naquele mês, a MTV Iggy incluiu "Gotta Be You" em sua lista das 14 melhores músicas pop globais de 2014; uma enquete dos leitores a tornou a música do ano do site. Em 21 de dezembro de 2014, 2NE1 cantou "Crush" e "Come Back Home" no SBS Gayo Daejeon de 2014 e recebeu o prêmio de Melhor Grupo Feminino. Foi relatado no mês seguinte que os ganhos do 2NE1 no primeiro semestre de 2014 totalizaram ₩ 27,5 bilhões (US $ 23,4 milhões), colocando o grupo entre os artistas mais bem pagos da Coreia do Sul.

### 2016–2017: Saída de Minzy e fim do grupo
Em 5 de Abril de 2016, a YG Entertainment anunciou, através de seu site oficial, a saída da integrante Minzy, pois a mesma não quis renovar o contrato com a gravadora. Junto com o anúncio da saída de Minzy, a YG Entertainment anunciou que o grupo estaria fazendo um comeback no verão de 2016, por meio de uma declaração; "Pedimos desculpas por estarmos trazendo uma má notícia para os fãs do 2NE1 que estão esperando por muito tempo. Nós gostaríamos de anunciar oficialmente que a maknae do 2NE1, Minzy não continuará com o grupo. Com os contratos do 2NE1 terminando no dia 05/05/2016, nos reunimos com cada membro do 2NE1 para discutir as renovações dos contratos e os termos, mas infelizmente Minzy não foi adiante. Deixar alguém que tem estado conosco por 11 anos desde seus dias de trainee ir embora, é difícil para todos, mas devido ao hiato repentino há 2 anos, Minzy passou por alguns momentos difíceis que nós entendemos completamente. Em vez de ficarmos chateados, sentimos muito por ela. Havia incertezas sobre o que iria acontecer com o 2NE1 devido a saída de Minzy, mas Yang Hyun Suk afirma: 
“Não importa o que aconteça, eu quero continuar com o 2NE1. Durante os tempos difíceis, é importante juntar forças para passar por isso. As outras três integrantes renovaram seus contratos com o objetivo de liberar novas músicas neste verão, e não há intenção de adicionar uma nova integrante.
Como a turnê mundial do 2NE1 provou, o 2NE1 é um grupo que estreou há 7 anos que tem fãs coreanos, mas também possui fãs internacionais que aguardam suas novas canções e o comeback. Mesmo quando olhamos em uma escala global, é difícil ver um grupo promover junto por 7 anos. É muito difícil e praticamente impossível de acontecer sem dificuldades.” 2NE1 está em uma situação onde aconteceu um hiato súbito que ocorreu há 2 anos devido a eventos lamentáveis, e um membro dos quatro decidiu sair. Vamos tentar o nosso melhor para superar isso. Esta é uma promessa para os fãs que esperaram e confiaram na música do 2NE1 por todo este tempo. Nós vamos voltar com o estilo do 2NE1… O melhor do estilo musical do 2NE1. Obrigado.”
Em 25 de novembro de 2016, a YG Entertainment anunciou o fim do grupo através da seguinte declaração: "Nosso contrato com 2NE1 chegou ao fim em maio de 2016, e enquanto nós enfrentamos uma situação onde a Minzy não está mais conosco, nós decidimos acabar com o grupo depois de uma longa discussão. Já que o 2NE1 foi o girl group oficial da YG por sete anos, não podemos não expressar como nos sentimos, mas sabemos que é muito difícil continuar. Em vez de esperar pelos grande pedidos pela promoções do 2NE1, nós decidimos focar nas atividades solos. Sinceramente, nós agradecemos aos fãs coreanos e internacionais que tem amado o grupo e sua música por todo esse tempo. Gostaríamos de anunciar também que oficialmente depois do próximo maio, nós continuaremos com CL e Sandara Park. Entretanto, infelizmente, não há contrato novo com Park Bom".
No dia 5 de janeiro, foi informado que as integrantes do grupo 2NE1, tinham viajado para o exterior para realizar as gravações de um M/V em segredo, no dia 3 de janeiro. A fonte também mencionou que Minzy, não estava participando do próximo projeto, pois ela agora pertence a outra agência. A YG Entertainment confirmou a notícia do retorno do 2NE1, dizendo: “As integrantes do 2NE1 estavam tristes por não terem conseguido dizer o último adeus aos fãs, depois da súbita notícia do cancelamento do grupo, elas se juntaram para uma última canção.“ A agência declarou que CL, Sandara Park e Park Bom já terminaram de gravar a música e também o M/V da mesma. Eles acrescentaram: “2NE1 foi muito amado não só na Coreia, mas em todo o mundo, e elas estarão dizendo seu último adeus oficial através desta canção.“ No dia 19 de janeiro de 2017 redatores da YG Entertainment informaram que 2NE1 não comparecerá à nenhum palco para promoção do single final: "2NE1 não aparecerá na TV e não haverá promoção do single também".

### 2017–2022: Carreiras solo e Coachella
Após o disband do grupo, cada integrante seguiu seu próprio caminho, cada uma com suas limitações. Todas souberam do fim do grupo através da mídia, tal qual fora decidido pela empresa. Minzy assinou com uma empresa nova para iniciar suas atividades solo por escolha própria, mas Park Bom fora demitida sem motivos após renovar seu contrato com a YG. Bom informou os fãs que havia assinado com a Black Label, subsidiária da YG, mas a empresa veio a público e desmentiu, o que se desenrolou com uma desistência por parte da Park quanto a sua carreira musical. CL se manteve na YG, mas sem quaisquer atividades relevantes, sendo proibida pela empresa de estar trabalhando ativamente, mesma situação para Dara que apenas teve atividades como apresentadora. Minzy lançou um album com seis músicas e poucos singles antes de entrar com um processo contra sua nova agência, esta que não a remunerou e não cumpriu clausulas contratuais, além de não a promover adequadamente. Minzy ficou impedida de trabalhar até que venceu judicialmente e partiu para a criação de sua própria empresa, MZ entertainment. Em 2019, houve o retorno de Park Bom para o cenário musical com "Spring", esta que foi convencida por Scotty Kim a assinar com a empresa D-Nation Entertainment. Ainda em 2019, CL deixou a empresa YG Entertainment, e lançou seu primeiro EP, "In The Name of Love", com músicas inéditas e montou seu próprio time, Very Cherry. A última integrante do 2NE1 a deixar a YG foi Sandara Park, que finalizou seu contrato em setembro de 2021, anunciando sua entrada para o time de artistas da ABYSS Entertainment.
Após sua participação no reality "Queendom", Park Bom entrou em hiato indefinido, não havendo nenhuma atualização por sua parte e nem pela empresa. Em Junho de 2020, a cantora se apresentou na premiação anual coreana Grand Bell Awards, recebendo críticas por sua aparência. Em 2021, Bom retorna e lança um novo single, "Do Re Mi Fa Sol", que acabou não recebendo promoção.  Ainda em 2021, Minzy lança a faixa "Te Amo", que obteve boa recepção do público. Além disso, Minzy também fez várias participações em programas de TV, onde revelou estar trabalhando em um novo álbum, também mantendo um vínculo com seus fãs através da rede, assim como Sandara, que também afirmou estar trabalhando em seu debut como cantora solo. Em outubro, CL lançou seu tão aguardado álbum de estúdio "ALPHA", tal qual marcou oficialmente seu retorno para os palcos através de performances nacionais e internacionais. CL fez história sendo a primeira idol a ser convidada a comparecer ao Met Gala 2021, tradicional baile de gala americano.
Em 2022, as garotas começaram uma movimentação nas redes ao aparecer algumas vezes juntas. Todavia, no dia 16 de abril de 2022, o 2NE1 se reuniu como grupo no palco principal do Coachella Valley Music and Arts Festival 2022 após uma performance solo da CL, se tornando o primeiro girlgroup a performar no palco principal deste evento, um dos maiores do mundo. Após 7 anos desde a última vez que performaram juntas, elas levaram o público a loucura e se tornaram a as artistas mais comentadas do evento.

## Integrantes
- Bom (hangul: 봄), nascida Park Bom (hangul: 박봄) em Seul, Coreia do Sul, em 24 de março de 1984 (40 anos). Vocalista Principal.
- Dara (hangul: 다라), nascida Sandara Park (hangul: 박산다라) em Busan, Coreia do Sul em 12 de novembro de 1984 (40 anos). Vocalista, Sub Rapper, Visual.
- CL (hangul: 씨엘), nascida Lee Chae-rin (hangul: 이채린) em Seul, Coreia do Sul em 26 de fevereiro de 1991 (34 anos). Líder, Rapper Principal, Vocalista Líder, Dançarina Líder.
- Minzy (hangul: 민지), nascida Gong Min-ji (hangul: 공민지) em Seul, Coreia do Sul em 18 de janeiro de 1994 (31 anos). Dançarina Principal, Vocalista Líder, Rapper Líder.

## Arte e influências
No extended play de estreia, ficou claro que o grupo tem um estilo distinto, mixado. Enquanto "Lollipop" foi classificada como pop, "Fire" foi predominantemente classificada como hip hop. "I Don't Care", por sua vez, possui uma pegada mais reggae. Seu álbum de comeback, To Anyone, foi marcado como uma entrada na música eletrônica. "Go Away", o mais bem sucedido single promocional do álbum, foi classificado como dance. Por outro lado, músicas como "It Hurts" e "Lonely" são R&B, outro estilo que também foi caracterizado no primeiro extended play. "Ugly", single de 2011, tem influência do rock. "I Love You" é uma mistura de eletrônica com trot (gênero musical tradicional na Coreia). Em "Falling In Love", percebe-se a influência do reggae. "Come Back Home", uma das faixas-título do 2º álbum do grupo, é uma mistura de R&B, hip-hop e reggae, enquanto "Happy" é predominantemente pop.
A própria YG Entertainmet comentou : “O 2NE1 é talentoso o suficiente para tentar todos os gêneros diferentes. A YG infinitamente tende a trazer mudanças, ao invés de preferir ficar em uma zona de conforto, que adere a apenas um determinado gênero“. Tematicamente, as músicas de 2NE1 expressam os sentimentos de independência e o aumento do poder feminino, como pode ser notado em músicas como "Go Away" e "I Don't Care". Durante seu single de estreia, o grupo foi descrito como "guerreiras do hip hop", e a contraparte feminina do Big Bang. Mas essa percepção mudou com "I Don't Care", com um estilo forte, mais feminino. Durante o clipe de "It Hurts", elas possuem um estilo gótico.
Todas as membros do 2NE1 citaram influências diferentes. Park Bom citou cantores americanos como Michael Jackson e Mariah Carey como suas influências principais. Ela citou hip-hop e R&B como seus estilos musicas favoritos. A integrante mais nova, Minzy, citou Beyoncé como sua influência principal pelo seu vocal forte e performance poderosa, chegando a fazer cover da música "Halo". A líder CL citou 1TYM e americanos como Madonna e Lauryn Hill. Dara disse que Uhm Jung Hwa é a sua inspiração.

## Prêmios e Reconhecimento

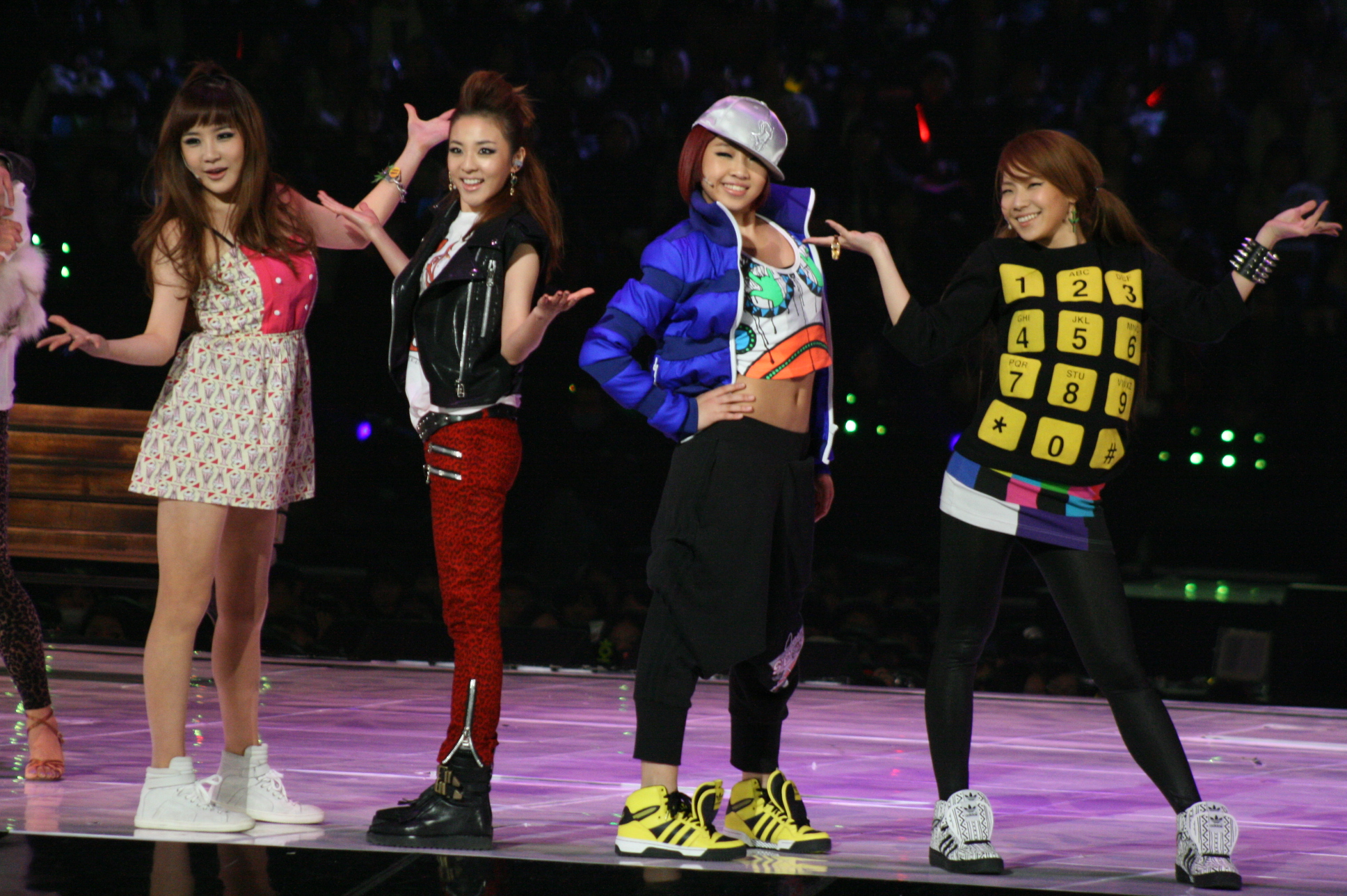
2NE1 no Mnet Asian Music Awards de 2009

Quando o grupo estreou com a canção "Fire", as performances ao vivo subsequentes foram consideradas não convencionais e impressionantes. Elas ganharam muitos prêmios nos shows de música semanais, tais como SBS (Inkigayo) e Music Bank. "Fire" também ganhou o prêmio de Música do Mês e Debut do Mês em Maio. "I Don't Care" também trouxe sucesso e reconhecimento semelhante e fez o 2NE1 ganhar o prêmio de Música do Ano no Mnet Asian Music Awards de 2009. O grupo também ganhou os prêmios de Melhor M/V por "Fire" e o de Melhor Novo Artista Feminino nessa premiação. No mesmo ano, o grupo ganhou 9 prêmios no Cyworld Digital Music Awards e 3 no Mnet 20's Choice Awards. No Mnet Asian Music Awards de 2010, o grupo ganhou os prêmios de Artista do Ano e Álbum do Ano (To Anyone), além dos prêmios de Melhor Grupo Feminino e Melhor M/V por "Can't Nobody". O solo de Park Bom, You and I, ganhou o prêmio de Melhor Canção Digital. O grupo foi o primeiro a vencer todos os 3 grandes prêmios (Música do Ano, Artista do Ano e Álbum do Ano) no MAMA.  Em 29 de novembro de 2011, o 2NE1 ganhou o prêmio de Melhor Performance Vocal de Grupo por "Lonely" e ainda ganhou seu segundo prêmio de Música do Ano por "I Am the Best" no MAMA.
No mesmo ano, o grupo também ganhou o prêmio de "Best New Band in the World", da MTV Iggy. Esse foi o primeiro prêmio do grupo nos EUA. Em 2012, a música "I Love You" ficou por 2 semanas em 1º lugar no K-pop Hot 100, da Billboard. O grupo também ganhou um "Digital Bonsang" no Golden Disk Awards por "I Love You". Além disso, o 2NE1 venceu a categoria "Best New Artist" no VMAJ de 2012. Em 2013, CL ganhou os prêmios de Melhor Performance de Dança - Solo Feminino no MAMA e o de 20's Style no Mnet 20's Choice Awards. O 2NE1 ganhou o prêmio de World Hallyu Star no Gaon Chart Kpop Awards. "Missing You" também ganhou um "Digital Bonsang" no Golden Disk Awards. Em 2014, o álbum "CRUSH" quebrou o recorde de álbum de K-pop com a melhor 1ª semana de vendas no chart "Billboard 200", ficando na posição #61, a maior alcançada por um artista do gênero. O álbum também ficou entre os 25 melhores do ano de acordo com a FUSE.tv. O 2NE1 foi incluído na playlist "The Evoution of Girl Groups", do Youtube, com a música "I Am the Best". No total, o grupo tem 176 nominações e 92 prêmios. Nos programas de música semanais, elas possuem 44 prêmios: 18 no ''Inkigayo'', 15 no ''M! Countdown'', 9 no ''Music Bank'' e 2 no ''Music Core''.

## Discografia
| Álbuns de estúdio - 2010: To Anyone - 2014: Crush Extended plays - 2009: 2NE1 1st mini album - 2011: 2NE1 2nd mini album | Álbuns de estúdio - 2012: Collection - 2014: Crush |